# Le Sappey
Le Sappey is een gemeente in het Franse departement Haute-Savoie (regio Auvergne-Rhône-Alpes) en telt 378 inwoners (2005). De plaats maakt deel uit van het arrondissement Saint-Julien-en-Genevois.

## Geografie
De oppervlakte van Le Sappey bedraagt 13,5 km², de bevolkingsdichtheid is 28,0 inwoners per km².
De onderstaande kaart toont de ligging van Le Sappey met de belangrijkste infrastructuur en aangrenzende gemeenten.

## Demografie
Onderstaande figuur toont het verloop van het inwonertal (bron: INSEE-tellingen).